# Evangelische Arbeitsgemeinschaft Familie
Die Evangelische Arbeitsgemeinschaft Familie  e.V. (Eigenschreibweise evangelische arbeitsgemeinschaft familie  e.V.; eaf) ist der familienpolitische Dachverband evangelischer, familienbezogener Institutionen und Verbände auf Bundesebene, Länderebene und Landeskirchenebene. Unter dem Dach der EAF ist das Forum Familienbildung mit einer Servicestelle tätig.

## Tätigkeiten
Die EAF ist ein als gemeinnützig anerkannter, eingetragener Verein, der sich für die Bedürfnisse und gesellschaftlichen Anliegen von Familien in Politik und Evangelischer Kirche (EKD) engagiert. Dafür arbeitet sie ressortübergreifend in den für die Familie relevanten Politikbereichen. Viermal jährlich erscheint die Verbandszeitschrift Familienpolitische Informationen.
Mitglieder der EAF sind auf landeskirchlicher Ebene tätige Landesverbände und bundesweite evangelische Fachverbände. Im Forum Familienbildung haben sich Evangelische Familienbildungsstätten und -einrichtungen auf Bundesebene zu einem Arbeitsbündnis zusammengeschlossen.
Schwerpunktthemen der letzten Jahre waren der verantwortungsvolle Umgang mit Reproduktionsmedizin, die Kinderrechte, die Kindergrundsicherung sowie eine krisensichere Familienpolitik und familienfreundliche Zeitpolitik. 

## Geschichte
Die Evangelische Aktionsgemeinschaft für Familienfragen, EAF (seit 2005 eaf; seit 2014 Evangelische Arbeitsgemeinschaft Familie, eaf) wurde am 10. September 1953 in Bethel gegründet.
Es entwickelte sich eine Zusammenarbeit mit anderen familienpolitischen Verbänden in der Arbeitsgemeinschaft der Deutschen Familienorganisationen (AGF). Von Anfang an unterstützte und förderte die  Evangelische Kirche in Deutschland (EKD) die Arbeit der EAF; ebenso wurde und wird sie vom  Diakonischen Werk der EKD/Diakonie Deutschland durch fachliche Expertise unterstützt. Weiterhin wird die Arbeit der EAF vom Bundesfamilienministerium  finanziell und sachlich gefördert.
1963 zog die EAF zum Sitz der Bundesregierung in Bonn.
In den Gründungsjahren der EAF und in Folge schlossen sich in den einzelnen Bundesländern und Landeskirchen Landesarbeitskreise/Landesverbände für Familienfragen zusammen, die 1964 als Mitglieder in die EAF eingegliedert wurden. Der Kreis der bundesweiten Fachverbände, die Mitglieder bei der EAF wurden, erweiterte sich ebenfalls.
2002 erfolgte der Umzug der EAF-Bundesgeschäftsstelle zum Regierungssitz in die Hauptstadt Berlin.
2014 entstand innerhalb der EAF das Forum Familienbildung mit einer Servicestelle. Das Forum Familienbildung führt das Arbeitsfeld der aufgelösten Bundesarbeitsgemeinschaft Evangelischer Familien-Bildungsstätten und Familien-Bildungswerke (BAG) e. V. in neuer Form fort. In Folge dieser Erweiterung 2014 wurde die Evangelische Aktionsgemeinschaft für Familienfragen umbenannt in Evangelische Arbeitsgemeinschaft Familie.
Von 1973 bis 2003 war Siegfried Keil Präsident der EAF. Ihm folgten Ute Gerhard (2003–2009) und Christel Riemann-Hanewinckel (2009–2019), und seit 2019 Martin Bujard, hauptberuflich Forschungsdirektor am Bundesinstitut für Bevölkerungsforschung.